# Lázaro Moreira Corte-Real
Lázaro Moreira Landeiro Corte-Real, mais conhecido por Lázaro Moreira Corte-Real (Lagos, (?) - (local e data de falecimento desconhecidos), foi um militar português.

## Biografia
Foi Capitão de Ordenanças do Terço da Cidade de Lagos em 1793, Sargento-Mor de Ordenanças em 1794, Capitão-Mor da Vila do Bispo em 1795, Tenente-Coronel do Regimento de Milícias de Lagos em 1796, Monteiro de Lagos em 1799, Comandante de um batalhão do Regimento de Milícias de Lagos em 1800, e Coronel no mesmo regimento em 1806.
Foi ferido enquanto defendia a praça de Ayamonte, em 1801. Foi na posição de Coronel do Regimento de Milícias de Lagos que participou na Guerra Peninsular, entre 1810 e 1812. Também auxiliou na reconstrução da ponte D. Maria II, em obras no Trem de Artilharia e no Hospital de Lagos, e foi inspector sanitário durante uma epidemia de Cólera.
A Câmara Municipal de Lagos colocou o seu nome numa rua da Freguesia de Santa Maria, no Concelho de Lagos.